# Дараган, Анна Михайловна
А́нна Миха́йловна Дарага́н (23 февраля [7 марта] 1806, Санкт-Петербург — 11 [23] марта 1877, Вильна) — русский педагог и детская писательница.

## Биография
Дочь педагога и государственного деятеля Михаила Андреевича Балугьянского. Получила домашнее образование. 2 сентября 1832 года вышла замуж за капитана Петра Михайловича Дарагана, впоследствии губернатора Тульской губернии (1850—1865). Венчались в Петербурге в церкви Екатерининского института.
Автор иллюстрированной русской азбуки «Ёлка» и «Ёлка. Подарок на Рождество» (Ч. II. — СПб., 1846), применявшихся в школах более пятидесяти лет и многократно переиздававшихся. В отличие от многих букварей того времени в пособии для чтения использованы только светские тексты. Для обучения грамоте использовался слоговой метод, при этом усвоение букв основано на их соответствии звукам, а не названиям. В букварь включено методическое руководство с поурочными разработками.

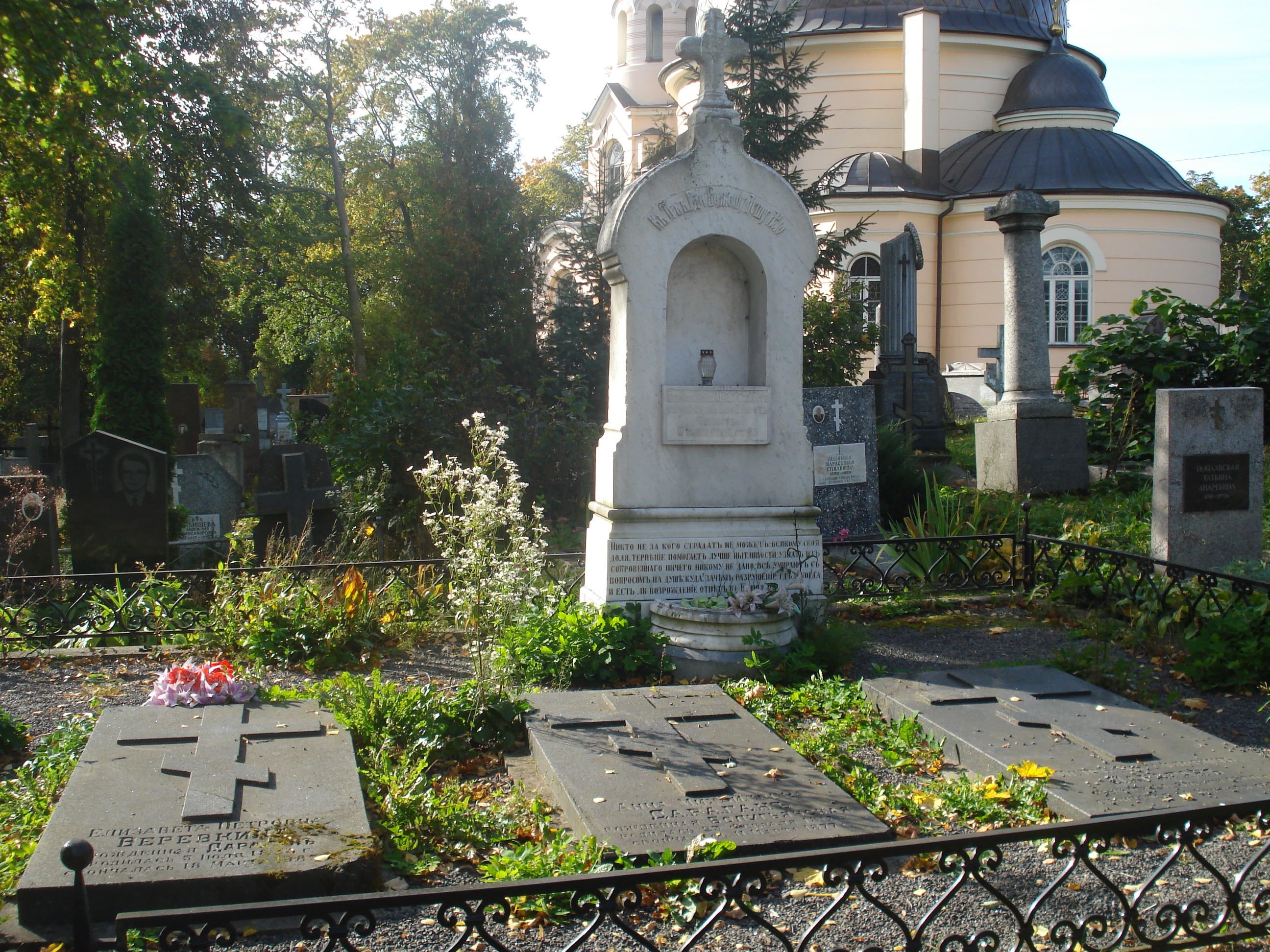
Могилы Елизаветы Петровны Верёвкиной (урождённой Дараган), Анны Михайловны Дараган и Петра Михайловича Дарагана на Евфросиниевском кладбище в Вильне

Выпущенная ею книга «Чтение для детей из Священной истории» (СПб., 1848) содержит пересказ библейских сюжетов, сопровождаемый религиозно-назидательными сентенциями. Выпустила также популяризаторскую книгу «Естественная история животных, рассказанная для детей» (СПб., 1849).
Книги обратили на себя внимание императрицы Александры Фёдоровны; Анна Михайловна Дараган в 1849 году была назначена начальницей московского Елизаветинского училища, а в 1850—1856 годах была начальницей Николаевского сиротского института в Петербурге; с 1857 года — попечительница детского приюта в Туле.
Позднее в книге «Руководство к детским садам по методе Фр. Фребеля» (СПб.: изд. Вольфа, 1862) впервые познакомила русскую педагогическую общественность с системой воспитания немецкого педагога и теоретика дошкольного воспитания Фридриха Фребеля .
Умерла от паралича сердца в марте 1877 года. Похоронена на православном Евфросиниевском кладбище в Вильне рядом с могилой её мужа генерал-лейтенанта П. М. Дарагана (1800—1875).